# Christian Selin
Christian Selin (Lohja, 16 januari 1976) is een Fins voormalig baan- en wegrenner die als beroepsrenner actief was van 1997 tot 2002.
Selin won in 1993 op de baan het Noords kampioenschap op de 1000m tijdrit. In 1995 werd hij nationaal wegkampioen op de tijdrit. In 1997 kwam hij uit voor het Belgische team RDM-Asfra en vanaf 2000 reed hij voor Flanders-Prefetex, alwaar hij in 2000 voor de tweede keer Fins kampioen werd op de tijdrit en in 2001 nationaal kampioen op de weg.

## Overwinningen - Weg
1995
- Fins kampioen tijdrijden, Elite

2000
- Fins kampioen tijdrijden, Elite

2001
- Fins kampioen op de weg, Elite

## Overwinningen - Baan
1996
- Fins kampioen ploegenachtervolging (met Jukka Heinikainen)

Assez · De Neef · De Schamp · Fisher · Genicot · Guyton · Lenaers · Matthijs · Salermo · Selin · Shapley · Weisshaupt · Cuppens (stagiair) · Van Huffel (stagiair) · Van Oudenhove (stagiair)
Assez · Cuppens · Genicot · Guyton · Lenaers · Lodge · Matthijs · Pelusi · Raza · Roodhooft · Salermo · Selin · Shapley · Tonge · Van Oudenhove · Weisshaupt · Deliens (stagiair) · Flasse (stagiair) · Plas (stagiair)